# Parada de Condomina (TRAM Alicante)
Condomina es una parada del TRAM Metropolitano de Alicante donde presta servicio la línea 3. Está situada en el barrio de Playa de San Juan.

## Localización y características
Se encuentra ubicada en la calle Fotógrafo Francisco Cano, desde donde se puede acceder, así como desde las avenidas Locutor Vicente Hipólito (Vía Parque) y Arquitecto Félix Candela. En esta parada se detienen los tranvías de la línea 3. Se encuentra en la zona residencial del Campo de Golf y próxima a la Escuela Europea de Alicante. Dispone de dos andenes y dos vías.

## Líneas y conexiones
| << Cabecera | < Estación | Línea | Estación >    | Cabecera >> |
| ----------- | ---------- | ----- | ------------- | ----------- |
| Luceros     | Lucentum   |       | Campo de Golf | Campello    |